# Carl Munters
Carl Munters (ur. 22 marca 1897 w Dala-Järna w gminie Vansbro, zm. 29 marca 1989 w Szwajcarii) – szwedzki inżynier i wynalazca.

## Życiorys
Po ukończeniu szkoły średniej w Sztokholmie w 1917 roku wstąpił do marynarki wojennej. Rok później został przyjęty do Królewskiego Instytutu Technicznego, gdzie studiował  architekturę okrętową. Podczas studiów wspólnie z innym studentem Baltzarem von Platen opracował projekt lodówki absorpcyjnej. Wynalazek opatentowali w 1923 roku. W 1925 roku otrzymali nagrodę Polheima.
W 1940 roku kupił Villa Stocksberg w Stocksund, po jej sprzedaży w 1970 roku przeniósł się z rodziną do Szwajcarii. Tam Muntes zmarł. Został pochowany na cmentarzu Järna w Dalarna.